# 韩国肖峭
韩国肖峭（学名：Tetragnatha coreana）为肖峭科肖峭属的动物。分布于韩国以及中国大陆的吉林、河南、北京等地。该物种的模式产地在韩国。